# Jarnik
Jarnik je priimek v Sloveniji, ki ga je po podatkih Statističnega urada Republike Slovenije na dan 1. januarja 2010 uporabljalo manj kot 5 oseb.

## Znani nosilci priimka
- Urban Jarnik (1784—1844), rimskokatoliški duhovnik, književnik in zgodovinar